# 亞歷山大·安克瓦布
亚历山大·佐洛京斯科维奇·安克瓦布（羅馬化：Aleksandr Zolotinskovich Ankvab；1952年11月26日—）是阿布哈茲的政治人物，曾任該國總理、副總統與第三任總統。

## 生平
2004年阿布哈茲總統選舉中亚历山大支持謝爾蓋·巴加普什，後者當選後於2005年2月任命他為總理。2009年阿布哈茲總統選舉中安克瓦布為巴加普什總統的副手，兩人隨後勝選，安克瓦布於2010年2月12日就職副總統。2011年5月21日，巴加普什前往莫斯科進行肺部手術，安克瓦布按憲法規定代理總統，而后巴加普什於5月29日病逝。同年8月25日，安克瓦布在總統補選中獲勝，按憲法成爲正式總統。
自2005年成為總理後，安克瓦布共遭遇了六次暗殺，包括在他成為總統後，於2012年2月22日遭遇伏擊，有兩名護衛身亡。2014年5月末，亚历山大陷入政治危机，其總統辦公室被劳尔·哈津巴帶領的群眾佔領，他稱此為「武裝政變」並逃至古達烏塔，隨後于6月1日辞去總統職務。